# Чибров, Виктор Васильевич
Виктор Васильевич Чибров (17 июля 1926, Терса, Саратовская губерния — 19 сентября 2013, Вольск, Саратовская область) — советский передовик производства, машинист вращающихся печей Вольского цементного завода «Большевик» Приволжского совнархоза. Герой Социалистического Труда (1963).

## Биография
Родился 17 июля 1926 года в селе Терса Вольского уезда Саратовской губернии в крестьянской семье.
С 1941 года после окончания семи классов сельской школы начал свою трудовую деятельность в колхозе села Терса, Вольского уезда. С 1943 года в 17-летнем возрасте после гибели своего отца на войне добровольцем вступил в ряды Красной армии, воевал на Дальневосточном фронте, участник Великой Отечественной и Советско-японской войн. В 1985 году за участие в войне был награждён Орденом Отечественной войны 2-й степени.
С 1950 года после демобилизации из рядов Советской армии начал работать слесарем, с 1955 года, после получения должной квалификации начал работать — машинистом вращающихся печей на Вольском цементном заводе «Большевик» Приволжского Совета народного хозяйства. Как специалист высокого класса В. В. Чибров постоянно добивался высоких результатов и постоянно был в числе победителей социалистических соревнований среди машинистов печей своего предприятия. С 1960 года В. В. Чибиров, как один из лучших специалистов завода начал заниматься розжигом новых 135-метровых печей, производительность которых составляла более — 900 тысяч тонн цемента в год.
За семнадцать лет, с 1956 по 1973 год, смена В. В. Чиброва освоила более 1235 тысяч тонн клинкера. Продукция Вольского цементного завода использовалась при сооружении таких гигантов как: Днепрогэс, Московский метрополитен, Волго-Донской канал, Останкинская телебашня, космодром Байконур, а так же на нефтяных промыслах — Татарстана, Башкирии, Азербайджана и Казахстана, продукция завода экспортировалась в шестнадцать зарубежных стран мира.
8 июля 1963 года Указом Президиума Верховного Совета СССР «за самоотверженный труд и достижение высоких показателей в наращивании и освоении производственных мощностей по выпуску цемента и техническом перевооружении цементной промышленности» Виктор Васильевич Чибров был удостоен звания Героя Социалистического Труда с вручением Ордена Ленина и золотой медали «Серп и Молот».
Помимо основной деятельности в 1961 году избирался делегатом XXII съезда КПСС.
После выхода на заслуженный отдых проживал в городе Вольске. Скончался 19 сентября 2013 года в Вольске.

## Награды
- Медаль «Серп и Молот» (08.07.1963)
- Орден Ленина (08.07.1963)
- Орден Отечественной войны II степени (6.04.1985[1])

### Звание
- Почётный гражданин города Вольска (06.12.1983[3])